# Rhyacichthyidae

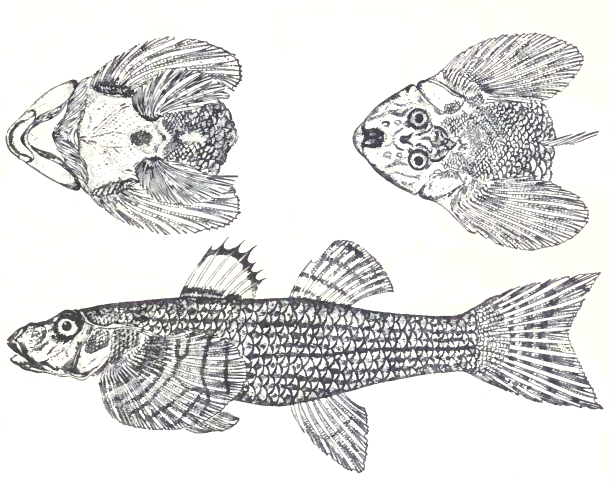
Rhyacichthys aspro

Rhyacichthyidae Jordan, 1905 è una famiglia di pesci ossei marini, d'acqua dolce e salmastra appartenente all'ordine Gobiiformes.

## Distribuzione e habitat
I Rhyacichthyidae sono diffusi in Oceania e nel Sud-est asiatico (Australia, arcipelago malese, Filippine, Cina e Isole Salomone). Sono anfidromi, ovvero passano una parte della vita in mare e una parte in acque dolci o salmastre.

## Descrizione
Sono pesci dal corpo allungato, compresso ai lati nella regione del peduncolo caudale, con testa depressa. Gli occhi sono piccoli; il labbro superiore è carnoso. Le pinne dorsali sono due, separate da uno spazio abbastanza ampio. La prima è composta di 7 raggi spinosi flessibili, la seconda ha un solo raggio spinoso seguito da raggi molli. Anche la pinna anale ha un raggio spinoso seguito da raggi molli. La pinna caudale è biloba. Pinne pettorali ampie. Sulla superficie ventrale della testa e della regione pettorale è presente un organo adesivo. La linea laterale è ben sviluppata sia sulla testa che lungo il corpo.
Rhyacichthys aspro è la specie di taglia maggiore, raggiunge 25 cm di lunghezza.

## Specie
- Genere Protogobius
  - Protogobius attiti
- Genere Rhyacichthys
  - Rhyacichthys aspro
  - Rhyacichthys guilberti[3]